# Condado de Salvatierra
El condado de Salvatierra es un título nobiliario español creado por el rey Felipe III el 20 de febrero de 1613 a favor de Diego Sarmiento de Sotomayor y Mendoza, señor del Sobroso y de Salvatierra.
Diego Sarmiento de Sotomayor y Mendoza era hijo de García Sarmiento de Sotomayor y Noroña, IV señor del Sobroso y de Salvatierra, y de Leonor Sarmiento de Mendoza y Pesquera.
El rey Felipe V concedió la Grandeza de España, el 10 de enero de 1718, a José Francisco Sarmiento de Sotomayor y Velasco, V conde de Salvatierra, marqués del Sobroso y conde de Pie de Concha.
Su denominación hace referencia a la localidad de Salvatierra de Miño (provincia de Pontevedra) y San Andrés de Salvatierra en el estado de Guanajuato México.

## Condes de Salvatierra
|                         | Titular                                                                | Periodo                 |
| Creación por Felipe III | Creación por Felipe III                                                | Creación por Felipe III |
| ----------------------- | ---------------------------------------------------------------------- | ----------------------- |
| I                       | Diego Sarmiento de Sotomayor y Mendoza                                 | 1613-1618               |
| II                      | García Sarmiento de Sotomayor y Luna                                   | 1618-1659               |
| III                     | Diego Sarmiento de Sotomayor y Luna                                    | 1659-1675               |
| IV                      | José Salvador Sarmiento de Sotomayor Isasi                             | 1675-1681               |
| V                       | José Francisco Sarmiento de Sotomayor y Velasco                        | 1681-1725               |
| VI                      | Ana María Sarmiento de Sotomayor y Fernández de Córdoba                | 1725-1770               |
| VII                     | José María Fernández de Córdoba-Figueroa y Sarmiento de Sotomayor      | 1770-1806               |
| VIII                    | Juana Nepomucena Fernández de Córdoba Villarroel y Spínola de la Cerda | 1806-1808               |
| IX                      | Cayetano de Silva y Fernández de Córdoba                               | 1808-1865               |
| X                       | Agustín de Silva y Bernuy                                              | 1866-1872               |
| XI                      | Alfonso de Silva y Fernández de Córdoba                                | 1904-1957               |
| XII                     | María del Rosario Cayetana Fitz-James Stuart y Silva                   | 1957-1994               |
| XIII                    | Cayetano Martínez de Irujo y Fitz-James Stuart                         | 1994-actual titular     |

## Historia de los condes de Salvatierra
- Diego Sarmiento de Sotomayor y Mendoza (m. 1618), I conde de Salvatierra,[1][2] señor del Sobroso y de Salvatierra.

Casó con Leonor de Luna y Enríquez de Almansa, hija del VII Señor de Fuentidueña. Le sucedió su hijo:

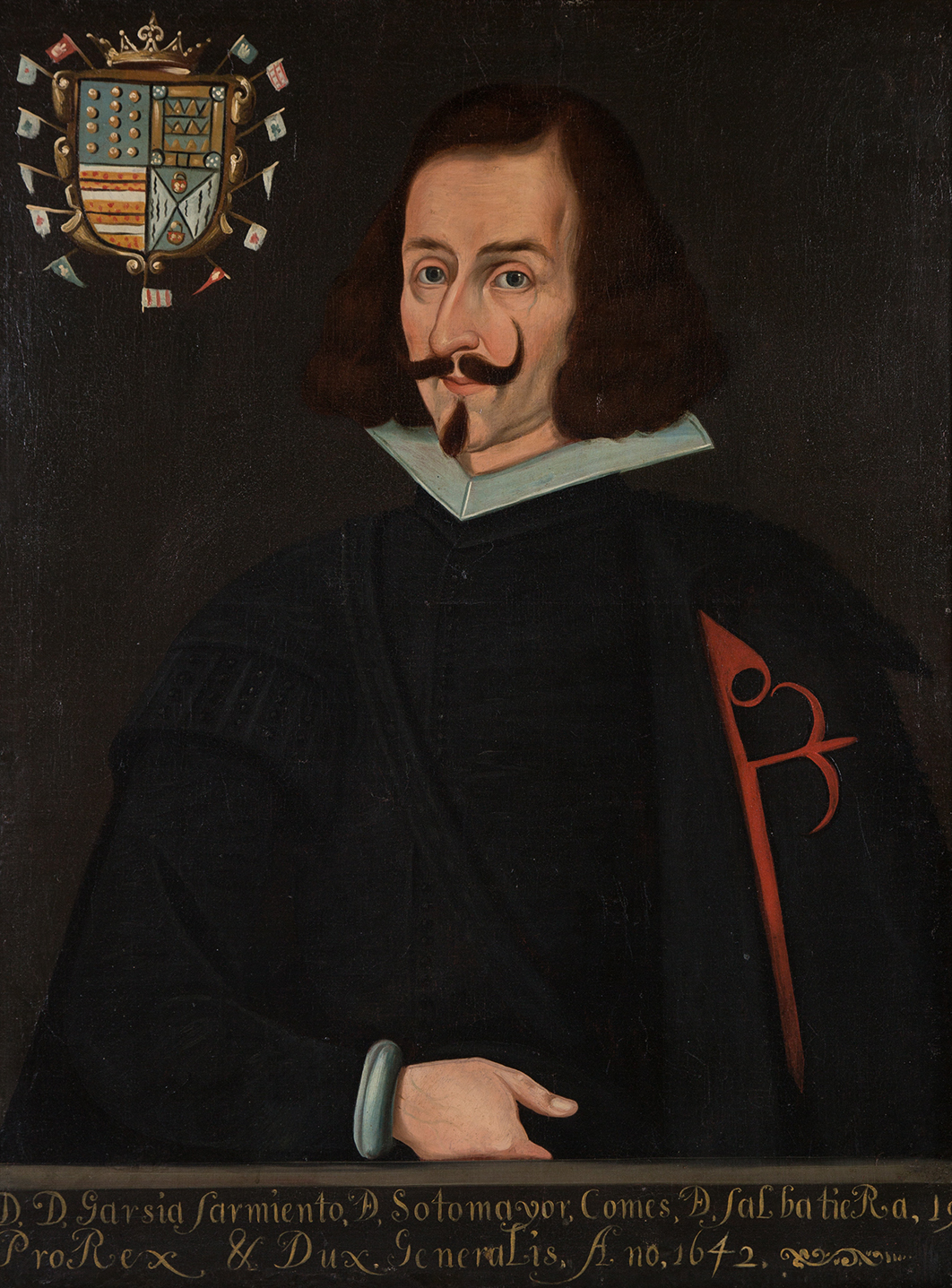
García Sarmiento de Sotomayor, II conde de Salvatierra, I marqués del Sobroso, virrey de Nueva España y del Perú

- García Sarmiento de Sotomayor y Luna (m. 25 de junio de 1659), II conde de Salvatierra,[1][2] I marqués del Sobroso, virrey de Nueva España (1642-1648) y del Perú. :: Casó con Antonia de Acuña. Sin descendientes, le sucedió su hermano:

- Diego Sarmiento de Sotomayor y Luna (m. 23 de abril de 1675), III conde de Salvatierra,[1][2] II marqués del Sobroso.

Casó con Juana de Isasi Idiáquez, II condesa de Pie de Concha. Le sucedió su nieto:
- José Salvador Sarmiento de Sotomayor Isasi (1643-13 de mayo de 1681), IV conde de Salvatierra,[1][2] IV conde de Pie de Concha y IV marqués de Sobroso.

Casó el 18 de agosto de 1676 con María Victoria de Velasco y Guzmán, hija de Francisco Fernández de Velasco y Guzmán, y de Catalina Carvajal y Cobos, IV marquesa de Jódar. Le sucedió su hijo:
- José Francisco Sarmiento de Sotomayor y Velasco (1681-21 de diciembre de 1725), V conde de Salvatierra,[1][2] V marqués del Sobroso, IV conde de Pie de Concha.

Casó el 23 de febrero de 1702 con María Leonor Dávila Zúñiga y Messía, marqués de Loriana, hija de Francisco Melchor Dávila Zúñiga y Messía de Ovando, VII marqués de Loriana, y de Luisa de Zúñiga y Dávila, VI marquesa de Baides. Sucedió su nieta, hija de José Manuel Sarmiento de Sotomayor y Dávila (1704-1725), VI marqués de Sobroso, que falleció antes que su padre, y de Ana María Fernández de Córdoba-Figueroa.
- Ana María Sarmiento de Sotomayor y Fernández de Córdoba (20 de mayo de 1725-18 de febrero de 1770), VI condesa de Salvatierrra,[1][2] IX marquesa de Loriana,[3]  VIII marquesa de Baides, VI marquesa de la Puebla de Ovando, VII marquesa del Sobroso, IV marquesa de Valero, XII condesa de Pedrosa y VIII marquesa de Jódar.[3]

Casó el 24 de junio de 1739, en Madrid, con su primo segundo, Juan de Mata Vicente Fernández de Córdoba-Figueroa y Spínola, hijo de Nicolás Fernández de Córdoba y de la Cerda, X duque de Medinaceli, IX duque de Feria, VII marqués de Montalbán, etc., y de Gerónima Spínola de la Cerda. Le sucedió su hijo:
- José María Fernández de Córdoba-Figueroa y Sarmiento de Sotomayor (Madrid, 23 de noviembre de 1747-12 de junio de 1806), VII conde de Salvatierra,[1][2] X marqués de Loriana,[3] IX marqués de Baides, VII marqués de la Puebla de Ovando, VIII marqués del Sobroso, V marqués de Valero, IX marqués de Jódar, y XIII conde de Pedrosa.[3]

Casó en primeras nupcias el 2 de octubre de 1768 con Sinforosa González de Castejón y Silva (m. 1773), hija de Martín Manuel de Castejón y Dávila, III marqués de Velamazán, V marqués de Gramosa, marqués de Coruña, vizconde de las Vegas de Matute, y de Fernanda de Silva. Casó en segundas, el 9 de febrero de 1774, con María Antonia Fernández de Villarroel y Villacís, VI marquesa de San Vicente del Barco, hija de Pedro Antonio Fernández de Villarroel y Fernández de Córdoba, V marqués de San Vicente del Barco, IV marqués de Fuentehoyuelo, vizconde de Villatoquite, y de Micaela de Villacís y de la Cueva, hija de Ignacio Manuel de Villacís y Manrique de Lara, V conde de las Amayuelas, IV conde de Peñaflor de Argamasilla. Sucedió su hija del segundo matrimonio:
- Juana Nepomucena Fernández de Córdoba Villarroel y Spínola de la Cerda (Madrid, 6 de agosto de 1785-Madrid, 25 de mayo de 1808), VIII condesa de Salvatierra,[1][2] XI marquesa de Loriana,[3] X marquesa de Baides, VIII marquesa de la Puebla de Ovando, IX marquesa del Sobroso, VI marquesa de Valero, X marquesa de Jódar y XIV condesa de Pedrosa.[3]

Casó con José Rafael Fadrique de Silva Fernández de Híjar y Palafox (1776-1863), V marqués de Rupit, XII duque de Aliaga, XII duque de Híjar, etc. Le sucedió su hijo:
- Cayetano de Silva y Fernández de Córdoba (Madrid, 8 de noviembre de 1805-Perpiñán, 25 de enero de 1865), IX conde de Salvatierra,[1][2] XII marqués de Loriana,[4], XIII duque de Híjar, XVII duque de Lécera, XV conde de Aranda, XXII conde de Belchite, XVII conde de Salinas, XIX conde de Ribadeo, X marqués de las Torres, X marqués de Vilanant, XI marqués de Almenara,  IX marqués de Orani, IX conde de Salvatierra, XI marqués de Baides, XI marqués de Jódar, IX marqués de la Puebla de Ovando, X marqués del Sobroso, VII marqués de Valero, XIV y último conde de Pedrosa, VII marqués de San Vicente del Barco, VII marqués de Fuentehoyuelo, VIII marqués de Ciadoncha, X y último señor de Villaviudas, caballero de la Orden de Santiago, caballero de la Orden de Carlos III, maestrante de Sevilla y gentilhombre de cámara del rey.[4]

Casó el 11 de enero de 1826, en Madrid, con María de la Soledad Bernuy y Valda. Sucedió su sobrino el 5 de diciembre de 1866:
- Agustín de Silva y Bernuy  (m. 17 de nayo de 1872), X conde de Salvatierra,[2]  XIV duque de Híjar, XIV duque de Lécera, X duque de Bournonville, VIII marqués de San Vicente del Barco, X marqués de Rupit, marqués de Almenara, marqués del Sobroso, XVII conde de Aranda, XIII conde de Castellflorit, XX conde de Ribadeo, XIX conde de Salinas, vizconde de Alquerforadat, vizconde de Ebol, príncipe della Portella.

Casó con Luisa Fernández de Córdoba, hija de Francisco de Paula Fernández de Córdoba y Lasso de la Vega, XIX conde de la Puebla del Maestre, y de Manuela de la Vega de Aragón y Nin de Zatrillas, marquesa de Peñafuerte. Sin descendientes. En 4 de febrero de 1904 por rehabilitación, sucedió su sobrino:
- Alfonso de Silva y Fernández de Córdoba, XI conde de Salvatierra,[1][2] XVI duque de Híjar, XV duque de Aliaga, X marqués de San Vicente del Barco, XVIII marqués de Almenara, XIX conde de Aranda, XVII conde de Palma del Río, XXII conde de Ribadeo.

Casó con María del Rosario Gurtubay y González de Castejón. Le sucedió su nieta:
- María del Rosario Cayetana Fitz-James Stuart y Silva, XII condesa de Salvatierra,[1][2] XVIII duquesa de Alba de Tormes, XVII duquesa de Híjar, XVII duquesa de Aliaga, XI duquesa de Berwick, XI Ducado de Liria y Jérica, XII duquesa de Montoro, III duquesa de Huéscar, XI duquesa de Arjona, XI condesa-duquesa de Olivares, XI marquesa de San Vicente del Barco, XVIII marquesa de Almenara, XVIII condesa de Palma del Río etc.

Casó en primeras nupcias con Luis Martínez de Irujo y Artázcoz. Contrajo un segundo matrimonio con Jesús Aguirre y Ortiz de Zárate. Casó en terceras nupcias con Alfonso Díez Carabantes. En 1994 le sucedió de su primer matrimonio, por cesión, su hijo:
- Cayetano Martínez de Irujo y Fitz-James Stuart, XII conde de Salvatierra.[1][2]

Casó el 15 de octubre de 2005 con Genoveva Casanova y González. (divorciados)